# セイヨウミザクラ
セイヨウミザクラ（西洋実桜、英: Wild Cherry）は、ヨーロッパ、北西アフリカ、西アジアに自生するサクラ属の植物であり、果樹のサクランボ（桜桃）の多くの品種がこの種に由来する。自生種の北限はブリテン諸島、南限はモロッコ、チュニジア、東限はスウェーデン南部、ポーランド、ウクライナ、コーカサス、イラン北部である。ヒマラヤ西部にも隔離分布している。
なお、英語のWild Cherryは、野生のサクラ一般を指すこともある。

## 植物としての特徴

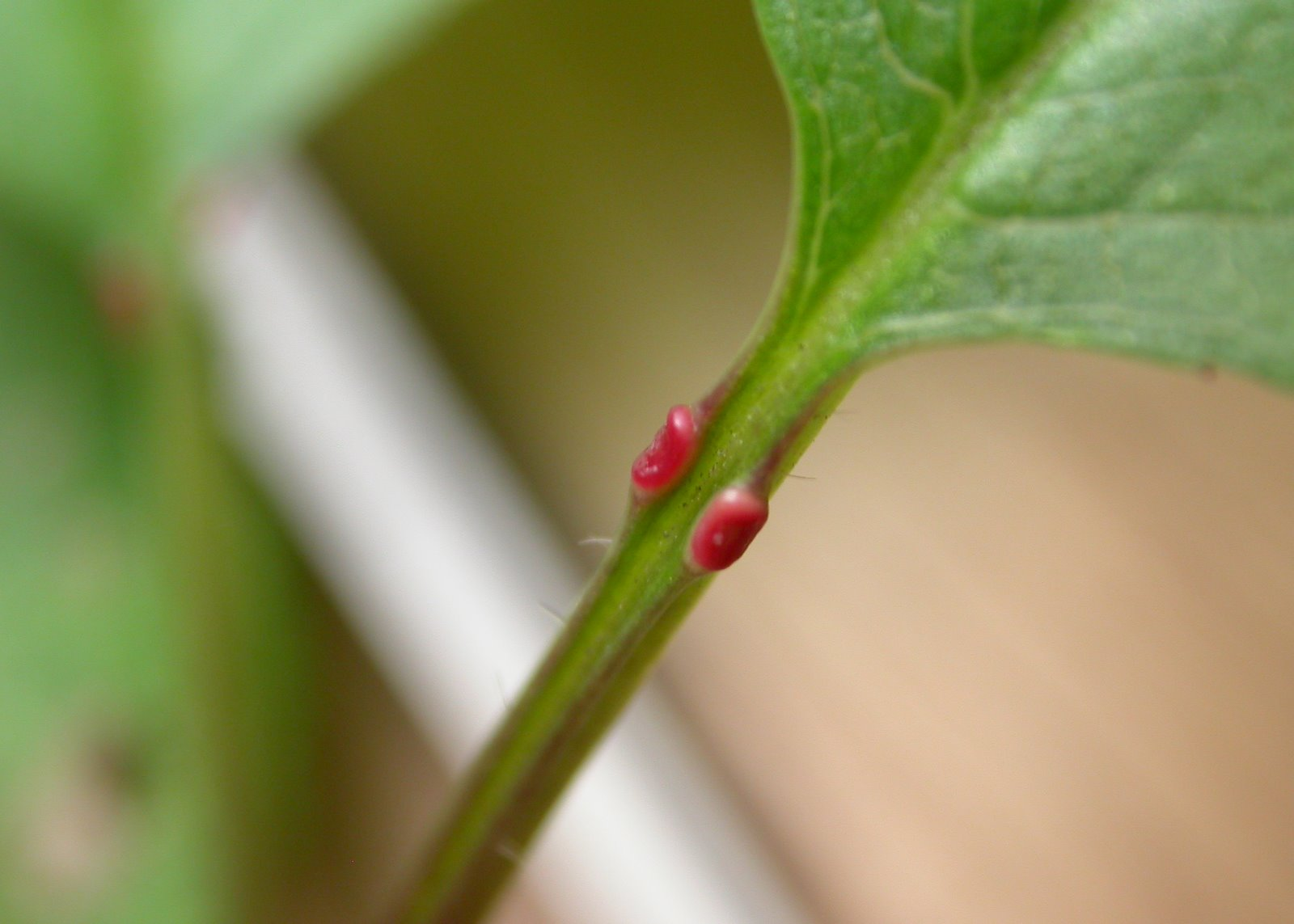
葉柄上の赤い突起は花外の蜜腺である。

落葉樹であり、樹高は15 - 32メートルに達し、幹は直径1.5メートルになることもある。幼木は頂芽優勢（茎の先端ほど成長しやすい）の傾向が強いため、幹はまっすぐと上に、枝はきれいな円錐形になることが多い。木が成長してくると、樹の上部は丸っぽく不規則な形状となる。樹皮の色は紫がかった茶色である。幼木にははっきりとした焦茶色の皮目（表皮の模様、lenticel）が付いており、成長とともに亀裂状となる。
葉は、葉脈が交互に規則正しく通っており、大きさは長さ7 - 14センチメートル、幅は4 - 7センチメートルである。葉の表側はツヤがあまり無い緑色であり、細かい綿毛が生えている。葉の周囲はギザギザであり、先は尖っている。葉柄（葉と枝を結ぶ茎）は緑または赤っぽい色で2 - 3.5センチメートル、2 - 5個の小さな蜜腺が付いている。葉のギザギザの先にも小さな赤い蜜腺が付いている（下部の#ギャラリー参照）。秋になるとオレンジ、ピンク、赤などに紅葉し、葉が落ちる。春になると、花と葉が同時に作られる。花は2つから6つが散房花序の形になっている。それぞれの花は2 - 5センチメートルの花茎の先に付いており、直径は2.5 - 3.5センチメートル、5枚のほぼ白い花びら、黄色がかった雄蕊と子房（雌蕊）からできている。雌雄同株であり、ハチなどによって受粉する。果実は直径2センチメートルの核果であり、改良品種でもっと大きなものもある。実は夏に熟し、明るい赤か黒紫色となる。実は食べることができ、甘く、いくらか収れん作用がある。新鮮なものはやや苦い。果肉の中には長さ8 - 12ミリメートル、幅7 - 10ミリメートル、厚さ6 - 8ミリメートルの硬い種があり、平らな面の周囲には溝が付いている。種の殻を除くと、その中身は6 - 8ミリメートルである。多くの鳥、動物が熟した実を食べ、果肉だけ消化して、種を排出する。ただし齧歯類やシメなどの鳥は、種の硬い殻を割って中身も食べてしまう。熟す前の実には青酸配糖体が含まれるため、やや毒性がある。
樹皮が傷つくと樹脂が出て、昆虫や菌への感染を防いでいる。
セイヨウミザクラはギーン（アメリカ英語）およびジン（イギリス英語、どちらもGean）やマザード （Mazzard） の名でも知られていたが、ともに今では死語である。マザードは比較的新しい語であり、自家受粉で作られた種から育てた栽培品種を意味し、接ぎ木の苗として使われたものを意味した。英語"wild cherry"の名称は、セイヨウミザクラだけを指すわけではなく、野生のサクラに対する一般名詞あるいは口語である。特に、ブラックチェリー (Prunus serotina) を指すことが多い。
18世紀、19世紀の植物学者は、古代ローマの博物学者プリニウスの記述を受けて、セイヨウミザクラが西アジア原産と考えていた。しかしながら、今では考古学的発見から、この考えは否定されている（後述）。

## 分類史
セイヨウミザクラの初期の分類は、やや混乱していた。スウェーデンの植物学者リンネは、当初セイヨウミザクラが、スイスの学者ガスパール・ボーアン (Gaspard Bauhin) が著書Pinax theatri botanici (1596) で述べているCerasus racemosa hortensis (芝地の総状花序のサクラ)と同じものと考え、著書「植物の種」 (Species Plantarum)  の初版(1753)の中で、「Prunus #8 cerasus [var.] ι avium」として扱っている。ところが2年後の著書Flora Suecica(1755)の中では、現在の学名Prunus aviumとして扱っている。
Prunus aviumはラテン語で「鳥のサクラ」を意味し、リンネ自身によってデンマーク語（Fugle-Kirsebær）、ドイツ語（Vogel-Kirsche）に訳されている。なお、英語でBird Cherryは別の植物Prunus padusを意味する。

## 栽培と利用

### 果物として

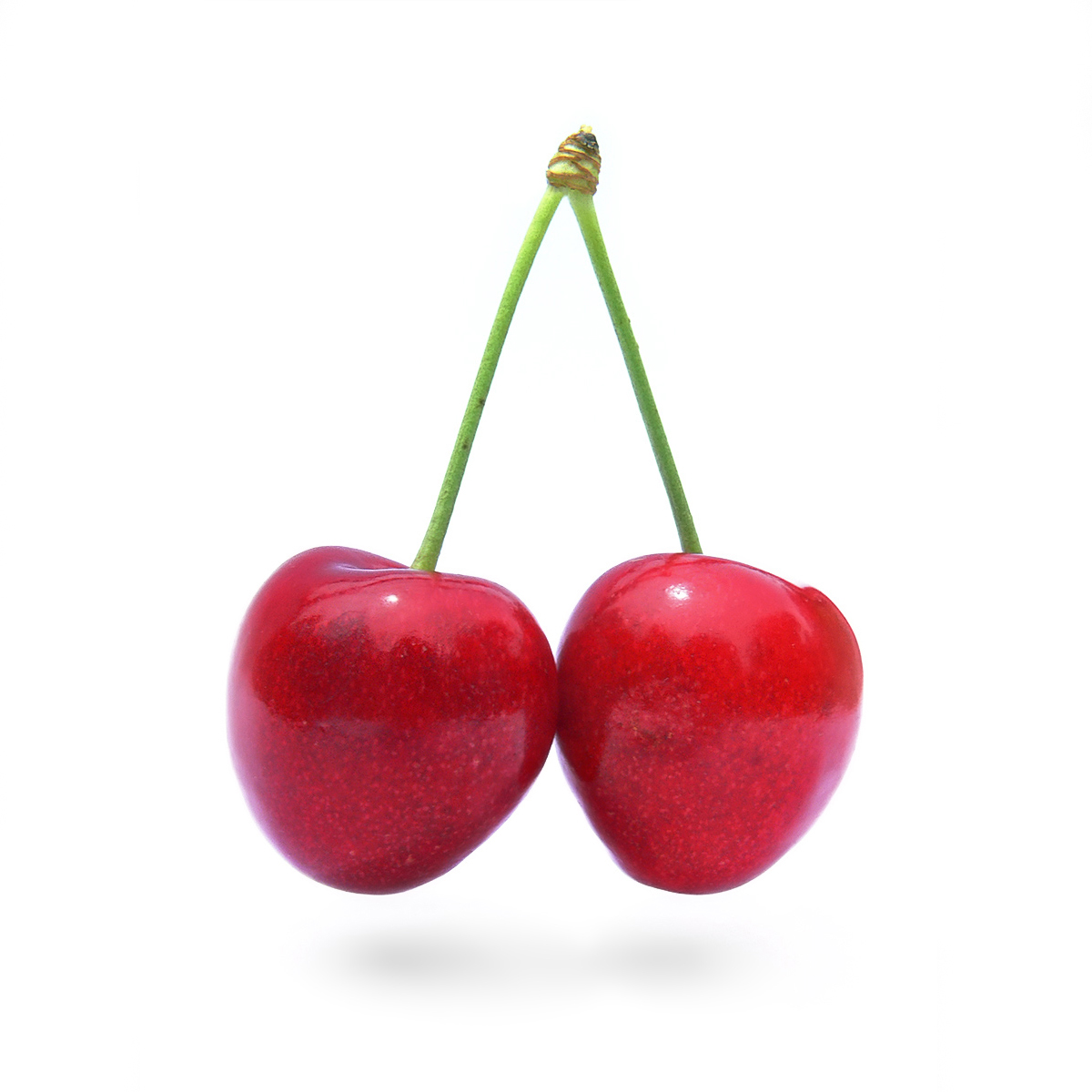
同じ房にできた1組の果実

セイヨウミザクラは数千年前から人類に食されていた。青銅器時代のイギリスなどのヨーロッパで、種が発掘されている。たとえば、イタリアのガルダ湖南岸付近にあるデゼンツァーノやロナート付近で、青銅器時代の初期から中期の高床住居跡から見つかっている。年代は、放射性炭素年代測定から、紀元前2077年±10年、すなわち青銅器時代初期IA期と推定されている。このころ、このあたりの原生林がほぼ失われたことが分かっている。
紀元前800年ごろ、トルコでサクランボが栽培されており、ほどなくギリシャにも伝わっている。
サクランボの栽培品種の先祖はおもに2つであり、セイヨウミザクラはその一つである。もう一つはスミミザクラ（サワーチェリー、Prunus cerasus）であり、主に料理に使われる。他にも2, 3品種あるが、あまり使われない。日本の佐藤錦など、生食されるサクランボのほとんどはセイヨウミザクラである。
セイヨウミザクラは、世界の気候が温暖な各地で栽培されており、栽培品種の数は非常に多い。栽培品種が野生化することもあり、カナダ南西部、日本、ニュージーランド、アメリカ合衆国北東部・北西部(ワシントン州・オレゴン州など)・南西部(カリフォルニア州)などにも広がっている。

### 鑑賞用として
セイヨウミザクラは鑑賞用としても育てられる。大きさがちょうどよいことから、公園や庭木として使われることも多い。ヨーロッパでは、花弁が二重になった'Plena'種が使われることが多い。
他種の桜との交配種であるP. x schmittii (P. avium x P. canescens)、P. x fontenesiana (P. avium x P. mahaleb)は、大きく成長する。

### 木材として
堅く (hardwood) 、赤みがかった木材は、旋盤加工 (Woodturning) して家具や楽器の材料としても使われる。

### その他
樹皮を傷つけて得られる樹脂は香料として、あるいはチューイングガムの代用に使われることがある。また、種の核は医薬としても利用され、収れん作用、咳止め、利尿薬にも使われる。
緑色の染料をとることもある。

## 利用の歴史
1世紀の古代ローマの博物学者プリニウスは、スモモ(スモモ亜属, Prunus)ととサクランボ(サクラ亜属, Cerasus)を区別して分類している。プリニウスの著書には、すでに多くの栽培品種が記されており、現代でいうAproniana, Lutatia, Caecilianaなどと考えられている。プリニウスは味で分類しており、dulcis(甘い)からacer(渋い)までにランク分けされている。
プリニウスは、紀元前74年に執政官のルクッルスがミトリダテス6世と戦った際、「イタリアには桜がなかった（Cerasia ... non fuere in Italia）」と語っていたことに言及している。プリニウスによると「ルクッルスは黒海南岸のポントスから桜を持ち帰り、その後120年間でイギリスを含むヨーロッパ中に広まった」と説明している。一方、考古学の発掘により、青銅器時代やローマ時代のヨーロッパ各地の遺跡からサクラの種が見つかっている。これらの調査の考察から、プリニウスの言う「甘い」品種は、セイヨウミザクラであった可能性が非常に高いとみられている。
1882年、スイスの植物学者アルフォンス・ド・カンドル (Alphonse Pyramus de Candolle) は、セイヨウミザクラの種が紀元前1500 - 1100年の北イタリアのテラマーレ文化 (Terramare culture) の遺跡や、スイスの地層から見つかったと発表している。ド・カンドルは、プリニウスの研究について言及し、
これは間違いである。古来学校ではこの説が繰り返し教えられているが、ルクッルス以前にも、イタリアに少なくともウワミズザクラ（bird cherry）があったことは間違いなく、食通がはるばるこれを探し求める必要がなかったことは強調しておく。
と述べている。
ド・カンドルは、ルクッルスがコーカサスから持ち帰ったのは、セイヨウミザクラの一栽培品種であったとの仮説を述べている。セイヨウミザクラの栽培品種がどこで作られたのかは、まだはっきりしていない。現在の栽培品種と野生種とは、実の大きさが異なり、栽培品種は直径2 - 3センチメートルにもなる。なお、収穫数を増やすために、あえて実を大きくしない場合も多い。

## ギャラリー

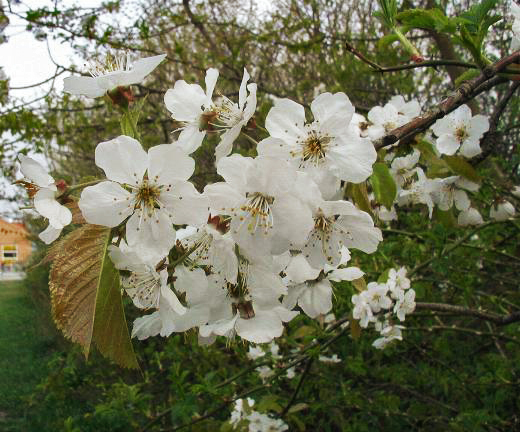
花と葉
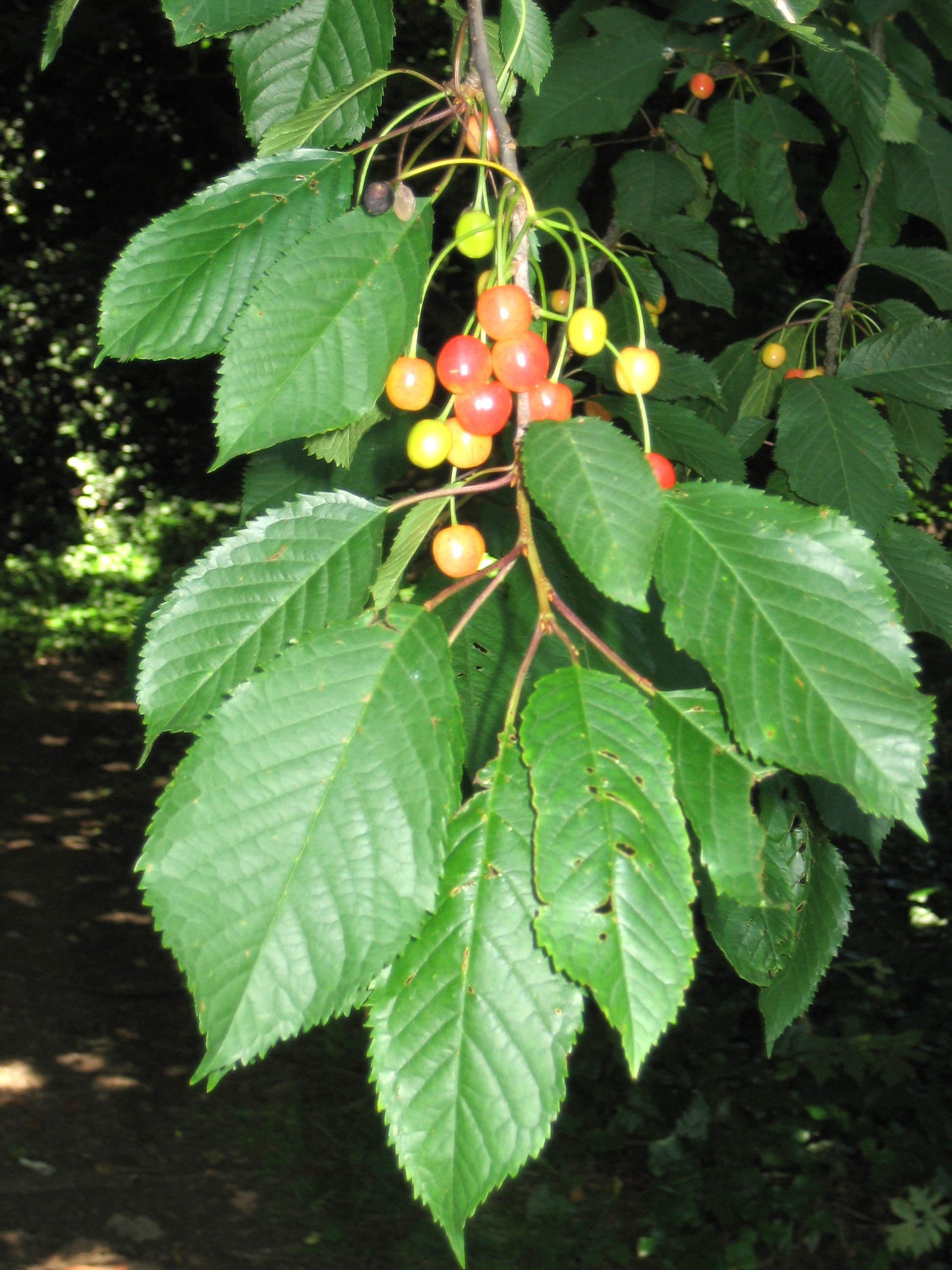
葉と成長途中の実
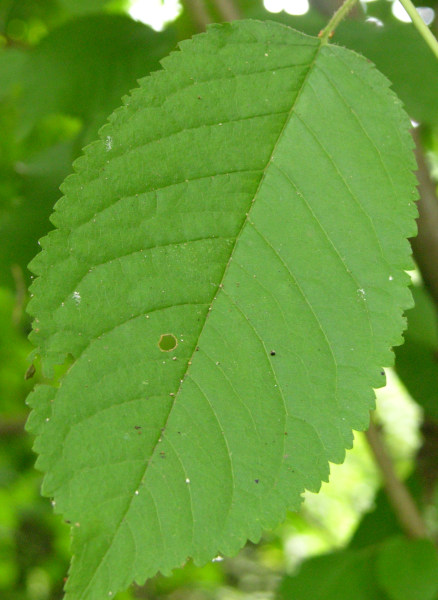
葉
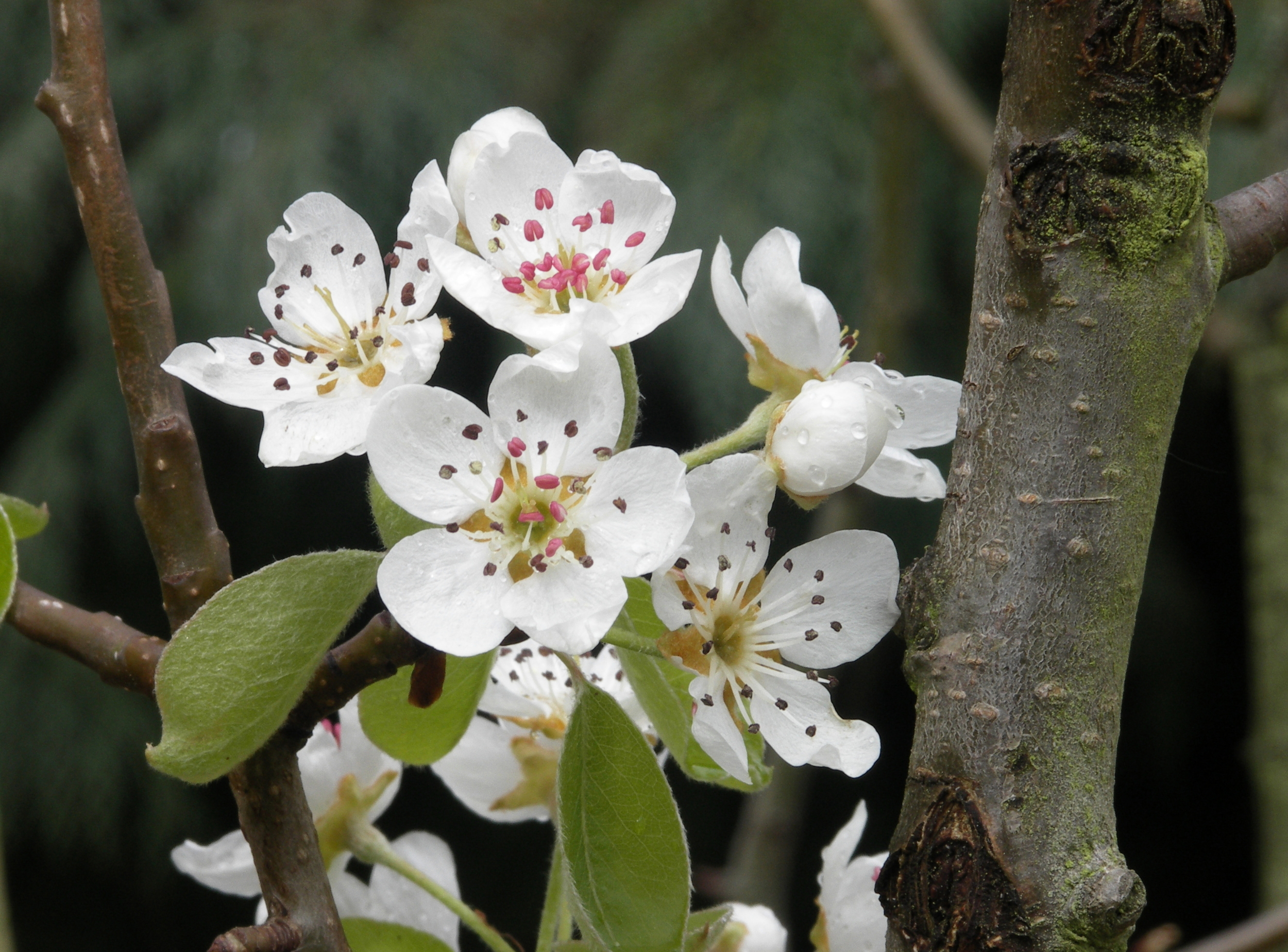
花と葉と茎
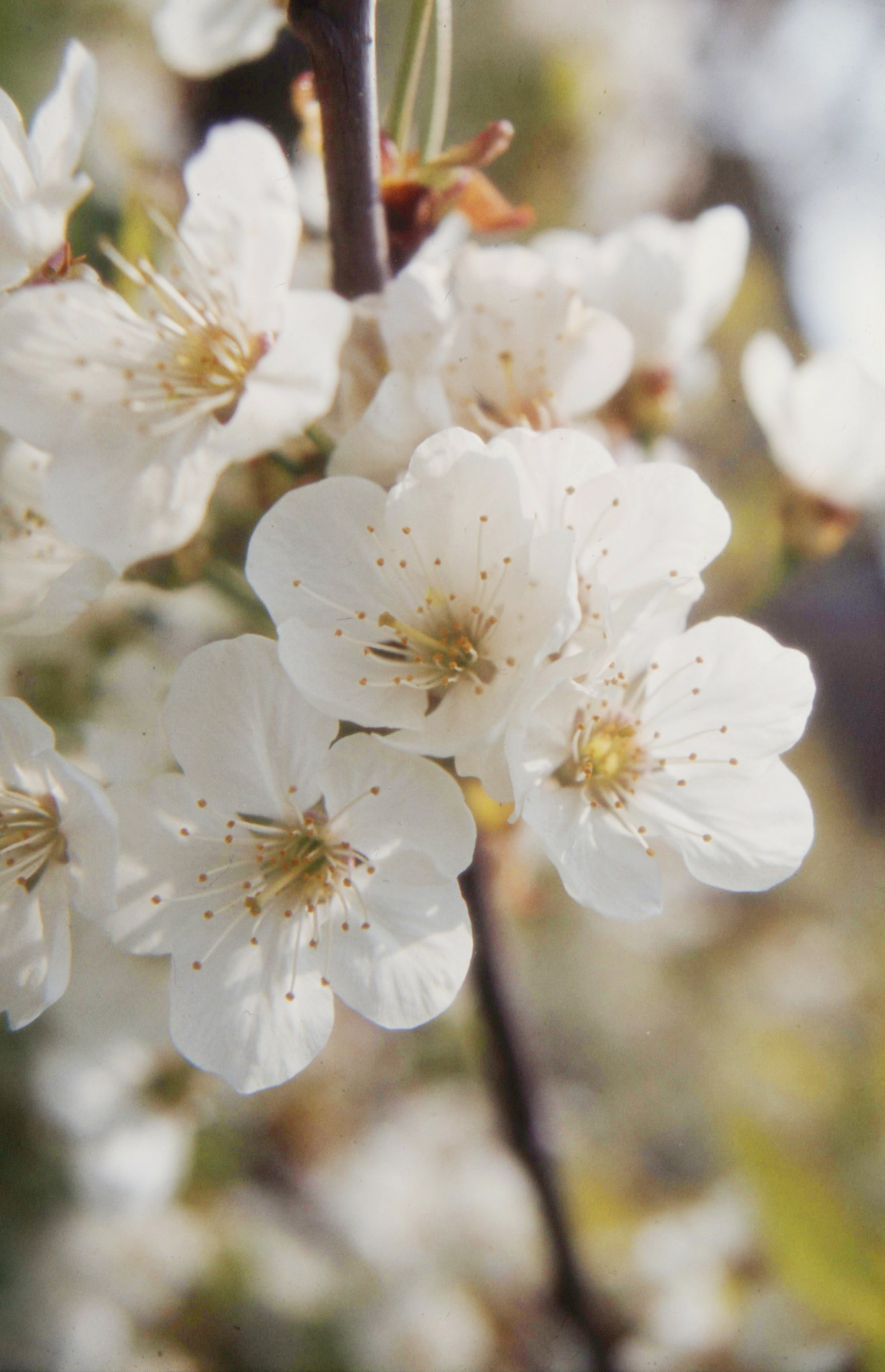
花
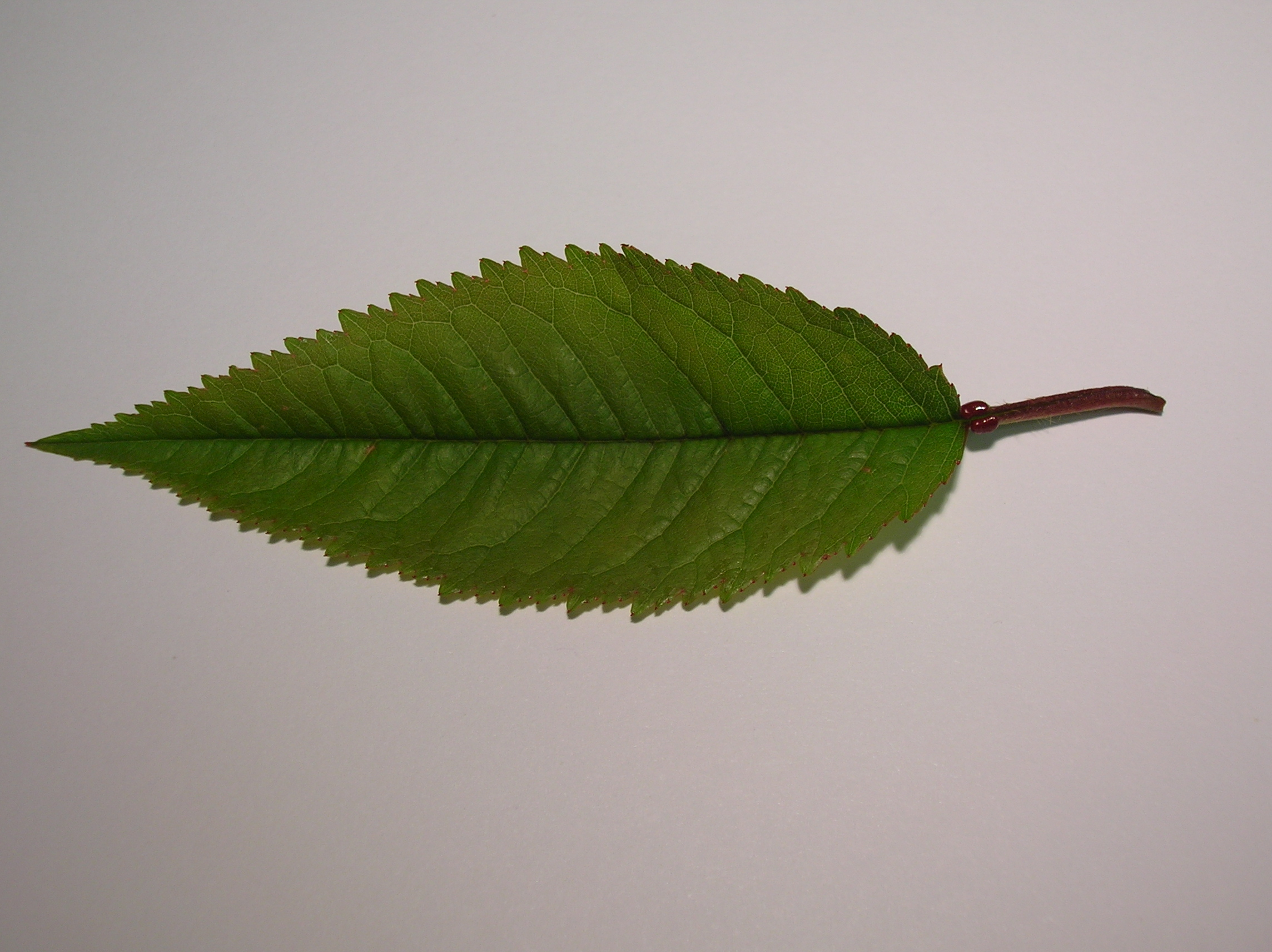
葉と葉の先の蜜腺
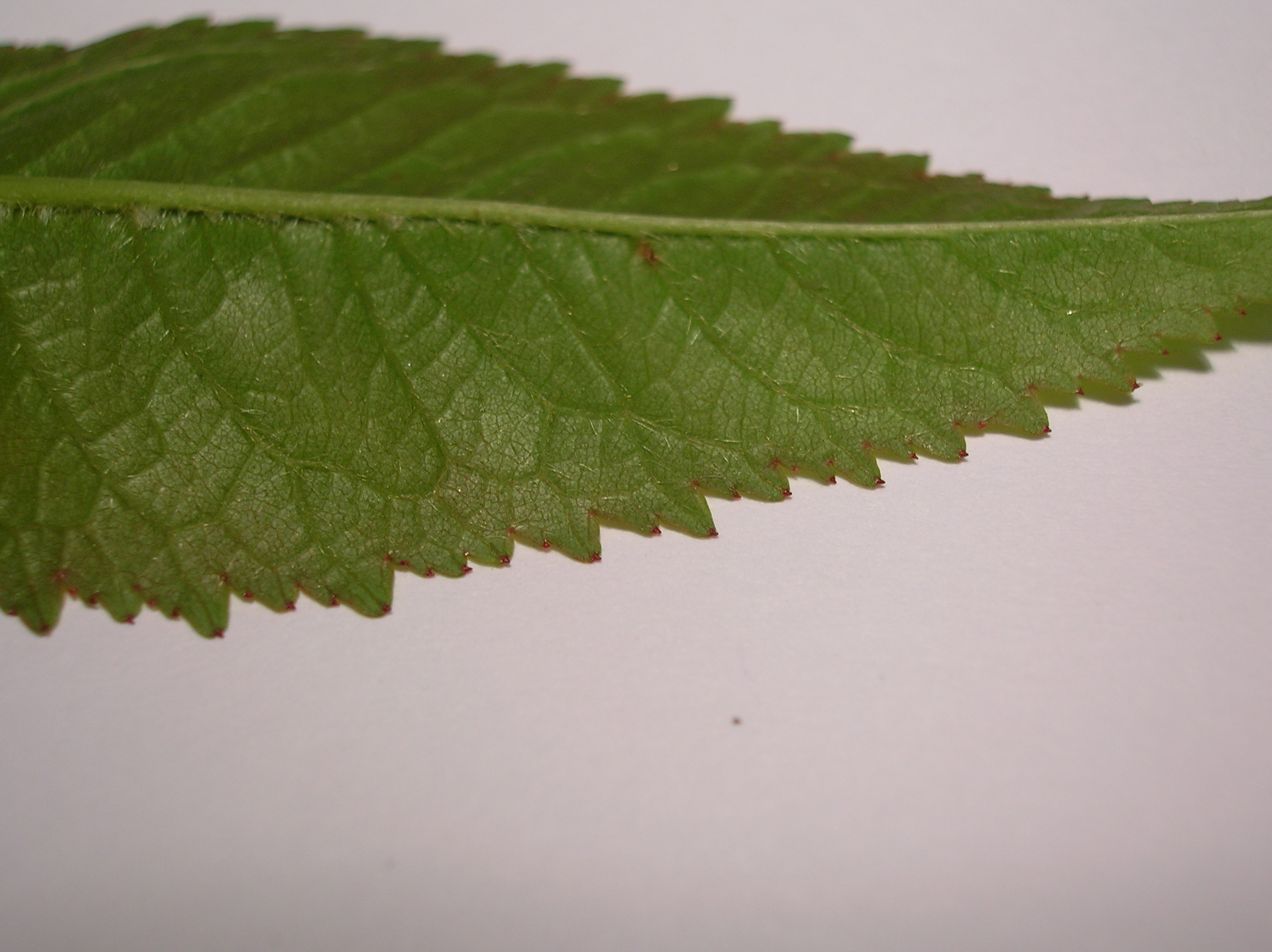
葉と葉の先の蜜腺
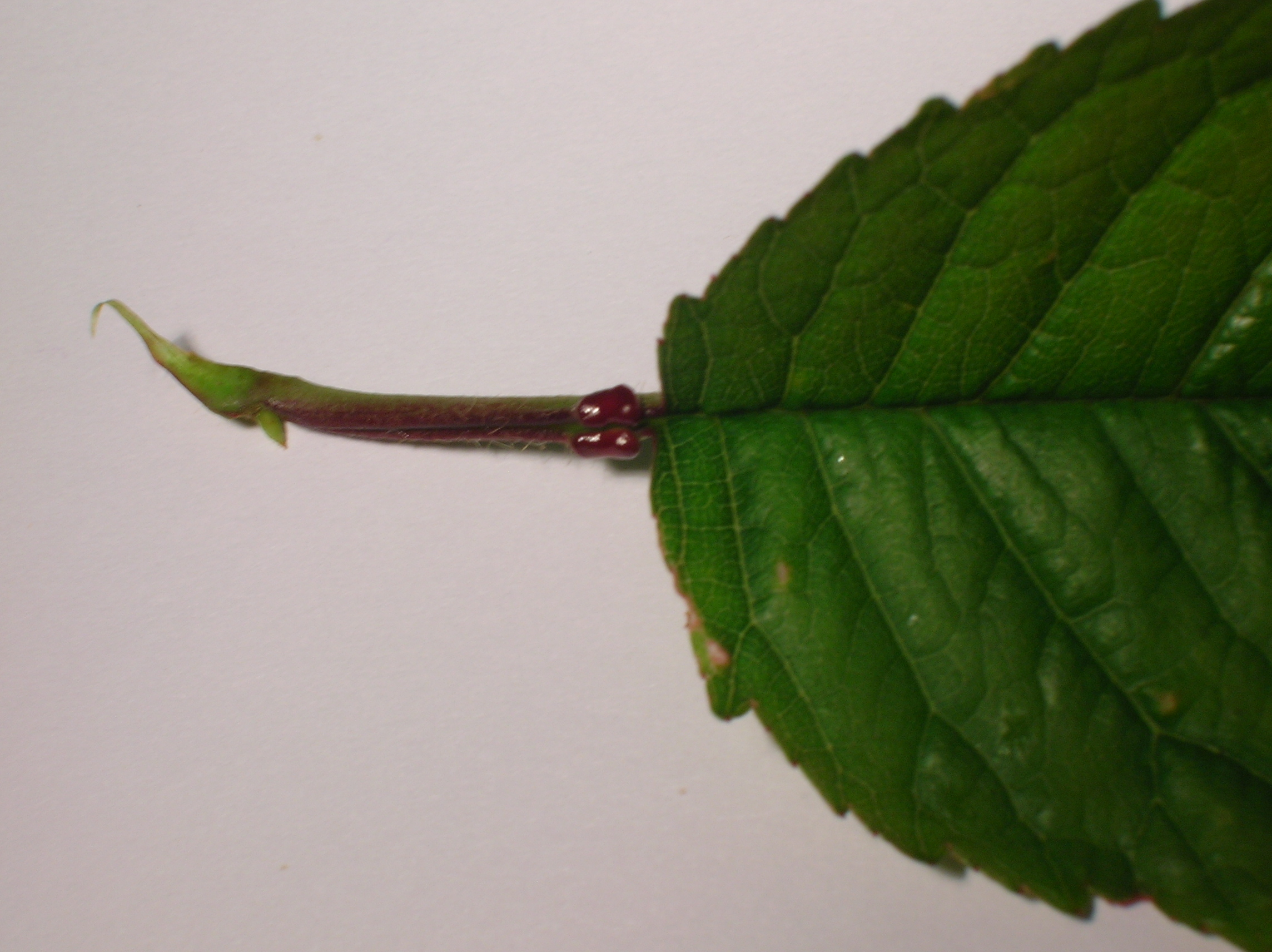
葉柄の蜜腺